# クレーター錯視

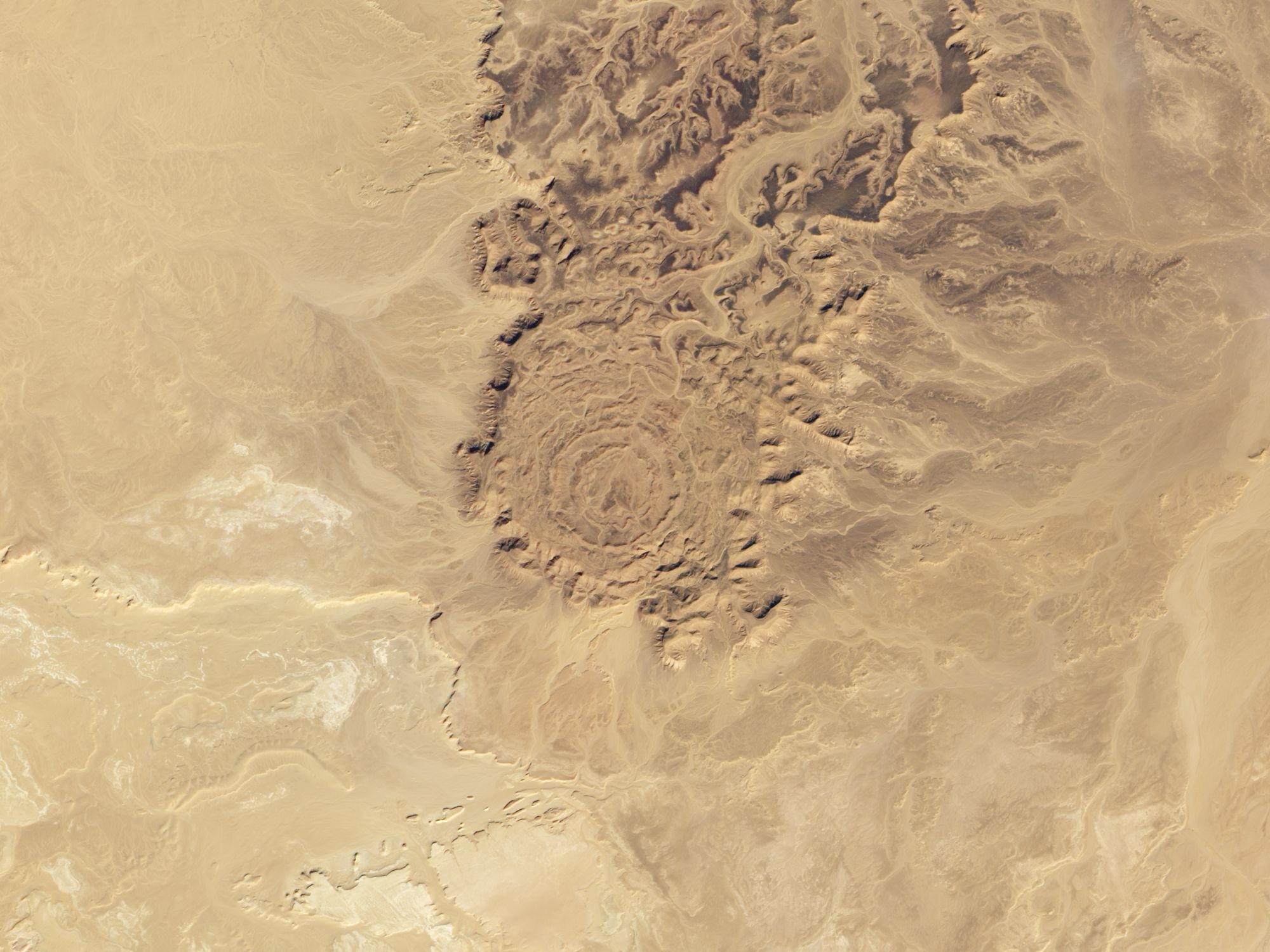
NASAが撮影した、地球のアルジェリアにあるクレーター、Tin Bider

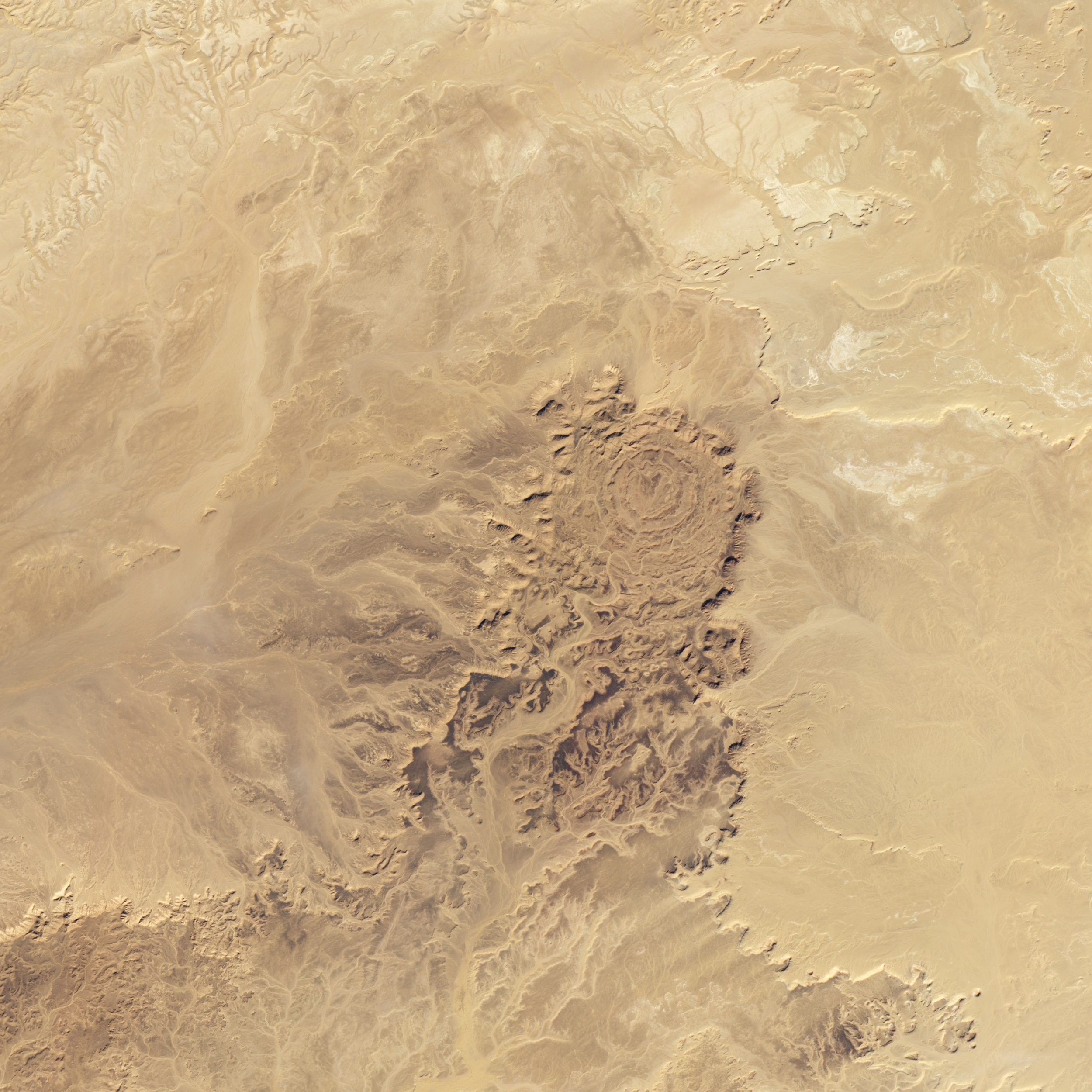
上の写真を180度ひっくり返したもの。凸っているように見える

クレーター錯視とは、錯視の一種。クレーター・ドーム錯視、またはドーム錯視とも言う。天体に隕石などが衝突して凹んでできた、クレーターの写真の向きをひっくり返して見た時に、出っぱったドームまたは山のように錯覚する。

## 解説
光は上方向から降ってくるもの、と言う先入観が人間にあることが原因と考えられている。クレーターを軌道上から撮影した場合、太陽からの光がほぼ水平になる場合があるが、この時にクレーター内部の光の部分と影の部分がちょうど半々になるような写真が撮影できる。NASAはちゃんとクレーターに見えるように写真を公開するので通常は問題にならないが、一方でそのような写真をひっくり返して見たとき、私たちの脳は、クレーターの内部が周囲の地形より凹んでいるのではなく、凸っているのだと思い込む。

## 写真

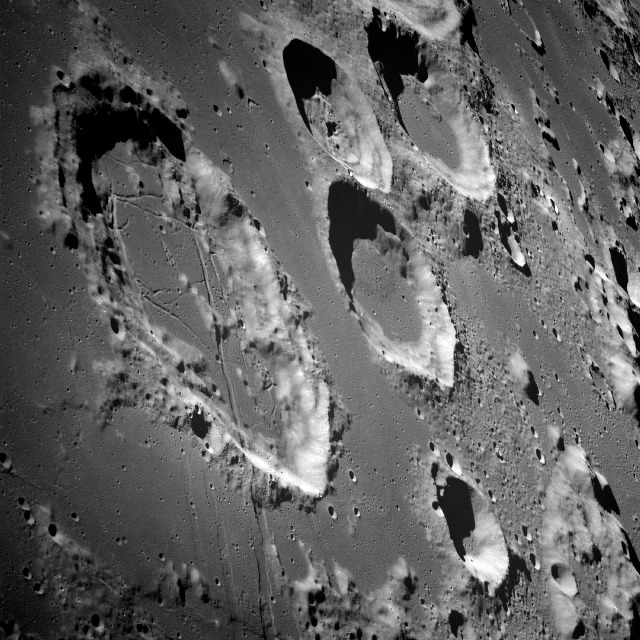
アポロ8号が撮影した月のクレーター「ゴクレニウス」

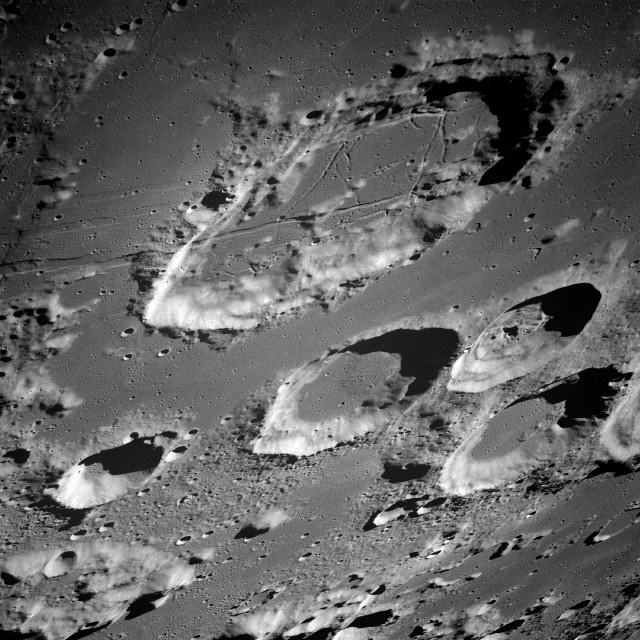
上の写真を180度ひっくり返したもの

## 参照
1. ↑  “An Impact Melt Crater You'll Flip For”. Slate.com Bad Astronomy. (2013年7月28日)
2. ↑  Crater Illusion by Paul Doherty, retrieved September 12, 2015
3. ↑  “Do You See a Mountain or a Crater in this Picture?”. Universe Today. (2015年1月29日)